# الشعبين (المخادر)

تعديل مصدري - تعديل

الشعبين محلة تابعة لقرية العياني، التابعة لعزلة بني سرحة بمديرية المخادر إحدى مديريات محافظة إب في الجمهورية اليمنية، بلغ تعداد سكانها 76 حسب تعداد اليمن لعام 2004.